# Chiesa di San Biagio (Argenta)
La chiesa di San Biagio è la parrocchiale patronale di San Biagio, frazione di Argenta. Rientra tra le chiese presenti in provincia di Ferrara ma sottoposta all'arcidiocesi di Ravenna-Cervia. Risale al XVI secolo.

## Storia
La prima citazione documentale relativa alla parrocchia di San Biagio risale al 1252 e questo la rende una delle più antiche parrocchie rurali dell'arcidiocesi di Ravenna-Cervia. La sua consacrazione fu celebrata nel 1215
dall'arcivescovo di Ravenna Ubaldo.
Successivamente la chiesa entrò a far parte dei beni dell'abbazia di San Giovanni Evangelista di Ravenna, sino all'arrivo dell'esercito napoleonico.
La chiesa fu oggetto di una seconda consacrazione nel 1532, in seguito probabilmente ad una sua importante restaurazione e la prima visita pastorale che ricevette avvenne nel 1567.
Nel 1598 la chiesa aveva un fonte battesimale e, sino al 1609, ebbe giurisdizione ecclesiastica sulla vicina contrada di Lavezzola. A partire dal XVII secolo entrò alle dirette dipendenze della diocesi e il territorio della parrocchia che in quel periodo era suddiviso in due aree separate dal Po di Primaro fu ridimensionato quando venne istituita anche la parrocchia di Lavezzuola.
La chiesa venne riedificata alla fine del XVIII secolo e l'edificio precedente sull'argine del Po venne demolito. In attesa della nuova chiesa fu utilizzato l'oratorio della Beata Vergine del Salice, sempre lì accanto, sull'argine. 
Con la seconda guerra mondiale l'oratorio fu distrutto e la chiesa subì ingenti danni.
Nel secondo dopoguerra fu oggetto di un restauro ricostruttivo importante.